# Nova Cronologia

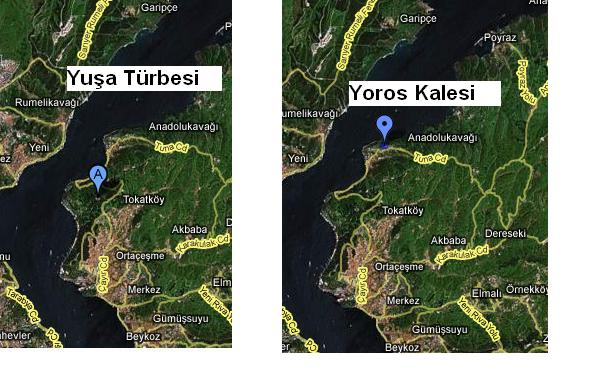
Gólgota e Jerusalém, que estão descritos no Evangelho era na verdade Yusa Türbesi e Yoros Kalesi

A Nova Cronologia do matemático russo Anatoli Fomenko é uma teoria da conspiração pseudo-histórica que tenta reescrever a cronologia mundial, baseada na sua conclusão que a cronologia mundial como o sabemos hoje é fundamentalmente quebrada, argumentando que eventos da antiguidade geralmente atribuídos às antigas civilizações de Roma, Grécia e Egito na verdade ocorreram durante a Idade Média, mais de mil anos depois. A cronologia associa-se comumente com o nome de Fomenko, embora seja, de fato, uma colaboração de Fomenko com vários outros matemáticos russos, inclusive Gleb Nosovski.
A teoria da conspiração propõe ainda que a história do mundo anterior a 1600 d.C foi amplamente falsificada para atender aos interesses de vários conspiradores diferentes, incluindo o Vaticano, o Sacro Império Romano e a Casa Russa de Romanov, todos trabalhando para obscurecer a "verdadeiro" história do mundo centrada em torno de um império global chamado "Horda Russa".
O famoso jogador de xadrez Garry Kasparov pertence ao grupo de notáveis que, actualmente, dá voz à contestação de muitas das premissas internacionalmente tidas como correctas acerca da história e da cronologia. 

## História
Desde a Renascença tardia – mais concretamente com I. Scaliger (1540–1609) e, finalmente com D. Petavius (1583–1652), é que uma certa cronologia com eventos globais pôde ser reconstruída e se tornou mais ou menos aceito.
No mesmo momento da elaboração da cronologia de Scaliger/Petavius — actualmente utilizada — muitos investigadores levantaram objecções.
D. Arcilla, da Universidade de Salamanca, referia que a história Antiga tinha resultado de uma fabricação do final da Idade Média.
Jean Hardouin, director da Biblioteca Real Francesa, declarava que as antiguidades e textos antigos haviam sido criados (ou falsificados) após o século XII.
Nicolai Morozov (1854–1946), proeminente cientista Russo, publicou uma monografia que, usando métodos de análise matemática aplicados às descobertas de foro da astronomia, linguística, filologia e geologia, implicava os eventos tidos como do "mundo antigo" como apenas possíveis a partir do século III d.C..
A partir de 1970, na Universidade Estatual de Moscovo, Anatoli Fomenko em conjunto com graduados em matemática desenvolveu as teorias de Morozov. Com uma precisão sistemática, modelos sequenciais de genealogias e governantes do mundo antigo foram analisados e contrastadas com os da era moderna.